# Station Zabrodzie
Station Zabrodzie is een spoorwegstation in de Poolse plaats Zabrodzie.